# جون إلوود بندي
جون إلوود بندي (بالإنجليزية: John Elwood Bundy)‏ هو رسام أمريكي، ولد في 1 مايو 1853 في مقاطعة غيلفورد في الولايات المتحدة، وتوفي في 17 يناير 1933 في سينسيناتي في الولايات المتحدة.